# Ceidae

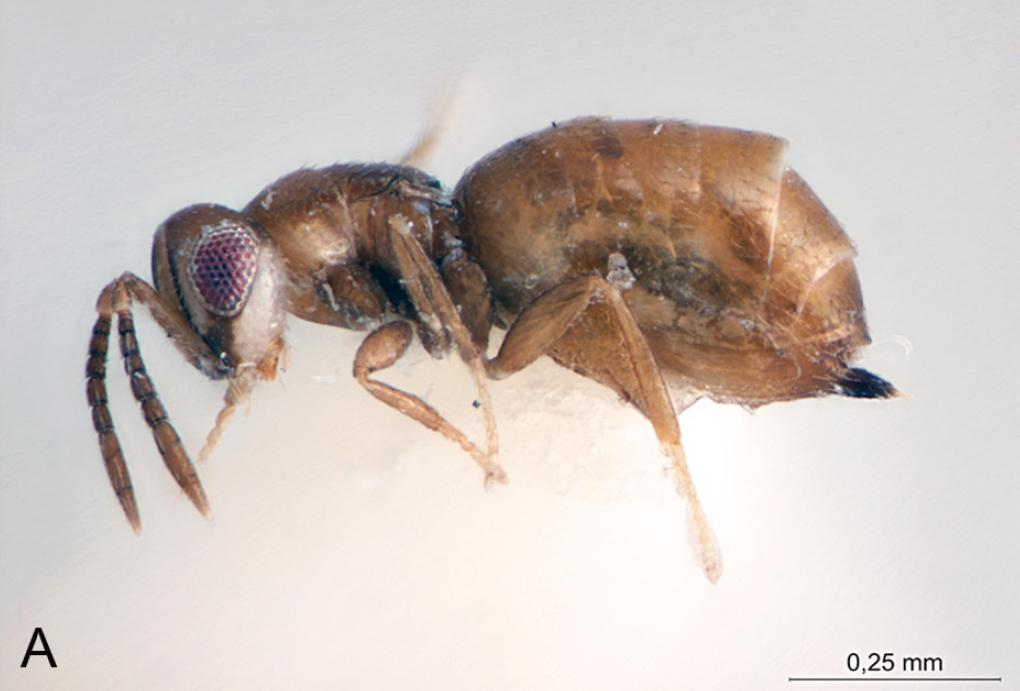
Bohpa maculata ♀

Die Ceidae bilden eine Hautflüglerfamilie innerhalb der Überfamilie der Erzwespen (Chalcidoidea).

## Taxonomie
Das Taxon geht auf den tschechischen Entomologen Zdeněk Bouček zurück, der im Jahr 1961 die Tribus  Ceini innerhalb der Pteromalidae einführte. Die Typusgattung ist Cea Walker, 1837. Peck, Bouček & Hoffer (1964) erhoben das Taxon zu einer Unterfamilie. Burks et al. (2022) führten aufgrund molekularbiologischer und morphologischer Studien eine Aufspaltung und Umgliederung der Pteromalidae durch. Im Rahmen dieser Revision wurde die Unterfamilie in den Rang einer Familie erhoben.

## Merkmale
Burks et al. (2022) beschreiben die Familie Ceidae anhand folgender morphologischer Eigenschaften. Die Fühler besitzen 12 Geißelglieder. Diese Anzahl beinhaltet ein kleines viertes Keulenglied (Clavomer). Die Augen sind nicht ventral divergierend. Der Clypeus besitzt eine quer gerichtete subapikale Furche. Das Labrum ist annähernd rechteckig und wird nicht verdeckt. Ferner befinden sich am Labrumrand in einer Reihe Borsten (Setae). Die Mandibeln weisen 2 Zähne auf. Die subforaminale Brücke mit Postgena ist lediglich über eine kleine postgenale Brücke, die sich dorsal zum Hypostoma befindet, mit der unteren Tentoriumsbrücke verbunden. Das Mesoscutellum ist mit Frenum, zumindest seitlich angedeutet. Außerdem weist das Mesoscutellum eine axillulare Furche (Sulcus) auf. Der mesopleurale Bereich ist ohne erweitertem Acropleuron. Das Propodeum besitzt ein kleines kreisförmiges Stigma, dessen Abstand zum vorderen propodealen Rand größer als seine Länge ist. Alle Beine weisen 5 Tarsenglieder auf. Der protibiale Sporn ist kräftig und gebogen. Der basitarsale Kamm ist längs gerichtet. Das Metasoma ist mit Syntergum und daher ohne Epipygium (Subgenitalplatte).

## Lebensweise
Über die Biologie der Vertreter der Ceidae ist wenig bekannt. Die beiden einzigen Nachweise von Wirtsbeziehungen deuten darauf hin, dass die Ceidae Parasitoide kleiner Zweiflügler (Diptera) sind, die in begrenzten Lebensräumen auftreten. Taher et al. (2023) fanden Ceidae in der Bodenspreu von Wäldern im nordwestlichen Iran.

## Innere Systematik
Nach Burks et al. (2022) zählen zu den Ceidae folgende Gattungen:
- Bohpa Darling, 1991 – (B. maculata) Verbreitung: Südafrika
- Cea Walker, 1837 – (C. pulicaris) Verbreitung: Europa
- Spalangiopelta Masi, 1922 – 15 Arten; Verbreitung Paläarktis, Nord- und Mittelamerika